# Trankils landskommun
Trankils landskommun var en tidigare kommun i Värmlands län.

## Administrativ historik
När 1862 års kommunalförordningar trädde i kraft inrättades denna landskommun i Trankils socken i Nordmarks härad.
Vid kommunreformen 1952 upphörde kommunen då den uppgick i Holmedals landskommun som senare 1971 uppgick i Årjängs kommun.

## Politik

### Mandatfördelning i Trankils landskommun 1938-1946
| 9 | 11 |

| 20 |

| 10 | 7 | 3 |

| 20 |

| 9 | 7 | 4 |

| 20 |